# Mina (la Meca)
Mina o Minà (àrab: مِنى, Minà) és una vall situada uns pocs quilòmetres a l'est de la Meca, en direcció a Arafat, a l'Aràbia Saudita.
És notable perquè la tradició diu que allí s'acaba el hajj o peregrinació obligatòria. Segons el costum, els pelegrins surten de la Meca el dia 8 de dhu-l-hijja de bon matí i fan a Mina la pregària de migdia; hi resten fins a la sortida del sol del dia 9 i llavors han d'anar cap a Arafat. Aquesta tradició té origen preislàmic.